# Мустанг (государство)
Ло, Мустанг, Монтанг, Королевство Ло-Монтанг (непальск. मुन-तानग, от тибетского Мун Тан — плодородная равнина) — бывшее монархическое государство в верховьях реки Кали-Гандаки, существовавшее с конца XIV века до 2008 года. Ныне его территория входит в состав Непала и занимает две северные трети района Мустанг, именуемые также Верхний Мустанг. Столицей государства был Ло-Мантанг. Культура и язык региона имеют много общего с соседним Тибетом. Титул монарха («гьелпо») переводится на русский язык как «раджа», «князь» или «король».

## История
Государство основал не позднее первой половины XV века тибетский военачальник Аме Пал, претендовавший на происхождение от Сонгцэна Гампо. Ему удалось поставить под контроль высокогорные перевалы и тропы, соединяющие Тибет и Индию в верховьях реки Гандак. По этим путям в то время шла торговля солью. Свою резиденцию Аме Пал разместил в основанном им городе Ло-Мантанг, который он повелел окружить стенами.
В период расцвета территория, контролируемая потомками Аме Пала, была существенно больше, чем нынешний Верхний Мустанг, и включала часть современного Тибета. В XV—XVI веках Ло-Мантанг считался чуть ли не вторым по значимости торговым центром Тибета. Буддийские монастыри Мустанга были очень активны, в них до сих пор сохранилось большое количество священных текстов.
Во время тибетско-непальской войны правители Мустанга выступили на стороне Цинской империи, но были вынуждены признать главенство королей Непала. С того времени до 1951 года Мустанг, или Ло, был отдельной административной единицей в составе Непала — правда, во главе с собственным монархом. В Британской Индии государство Ло имело статус, подобный туземным княжествам.

### Новейшее время
В середине XX века, когда иностранцам разрешалось посещать Мустанг, здесь побывали шведский геолог Тони Хаген (1952) и француз Мишель Пессель (1964), впервые достаточно подробно рассказавший об этом малоизвестном изолированном крае. Хаген поведал миру о своих странствиях по Непалу, когда ему уже было за 80 лет, в фильме «Кольцо Будды» (1999).
С 1960-х гг. до 1992 г. Верхний Мустанг был закрыт для посещения иностранцами. Связано это было с тем, что в 1960-е и 1970-е годы Мустанг стал оплотом партизан-кхампа из Тибета, которые боролись против властей КНР. Повстанцы снабжались оружием и продовольствием через американскую авиацию, самолёты ЦРУ бросали мешки с воздуха. После обращения Далай-ламы с просьбой остановить войну многие кхампы бросили оружие и осели в лагерях для беженцев в Непале. Лишь немногие поклялись продолжать войну за освобождение Тибета до победного конца.
После упразднения монархии в Непале 28 мая 2008 года новые республиканские власти потребовали ликвидации королевской власти и в Мустанге. Вниманию гьелпо Джигме Палбар Биста (1930—2016) была представлена 7 октября (и принята им 8 октября) нота правительства Непала об отказе от власти при сохранении его роли в качестве «символа сохранения культуры, с должным уважением».

## Верхний Мустанг в XXI веке
Открытие непальским правительством долины для туризма в 1991-92 гг. стало неожиданностью. Для посещения Верхнего Мустанга иностранцам требуется специальное разрешение непальских властей и уплата сбора, составляющего около $50 за сутки пребывания (снижен с $70).
После открытия шоссе Дружбы, ставшего основной трассой коммуникации между Непалом и Тибетом, долина обеднела и немногочисленное население часто оказывается не в состоянии себя прокормить. В неурожайные сезоны часть населения Верхнего Мустанга спускается вдоль реки на заработки вглубь Непала.
Доходы от туристических сборов остаются в непальской столице Катманду, что вызывает недовольство населения Мустанга. В 2010 году местная молодёжь в знак протеста угрожала заблокировать доступ туристов в Мустанг.

## Правители Мустанга

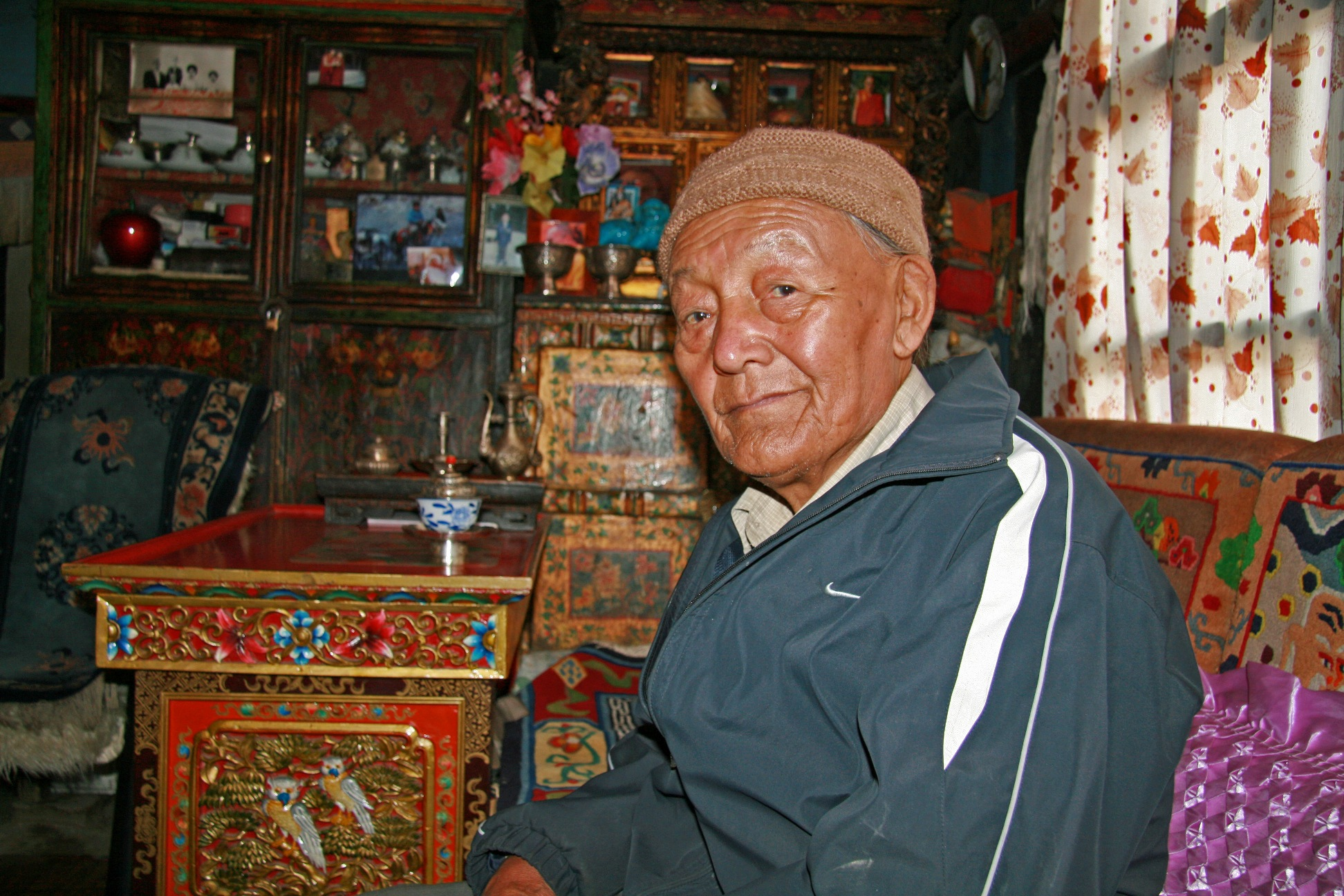
Последний гьялпо Мустанга в 2007 году

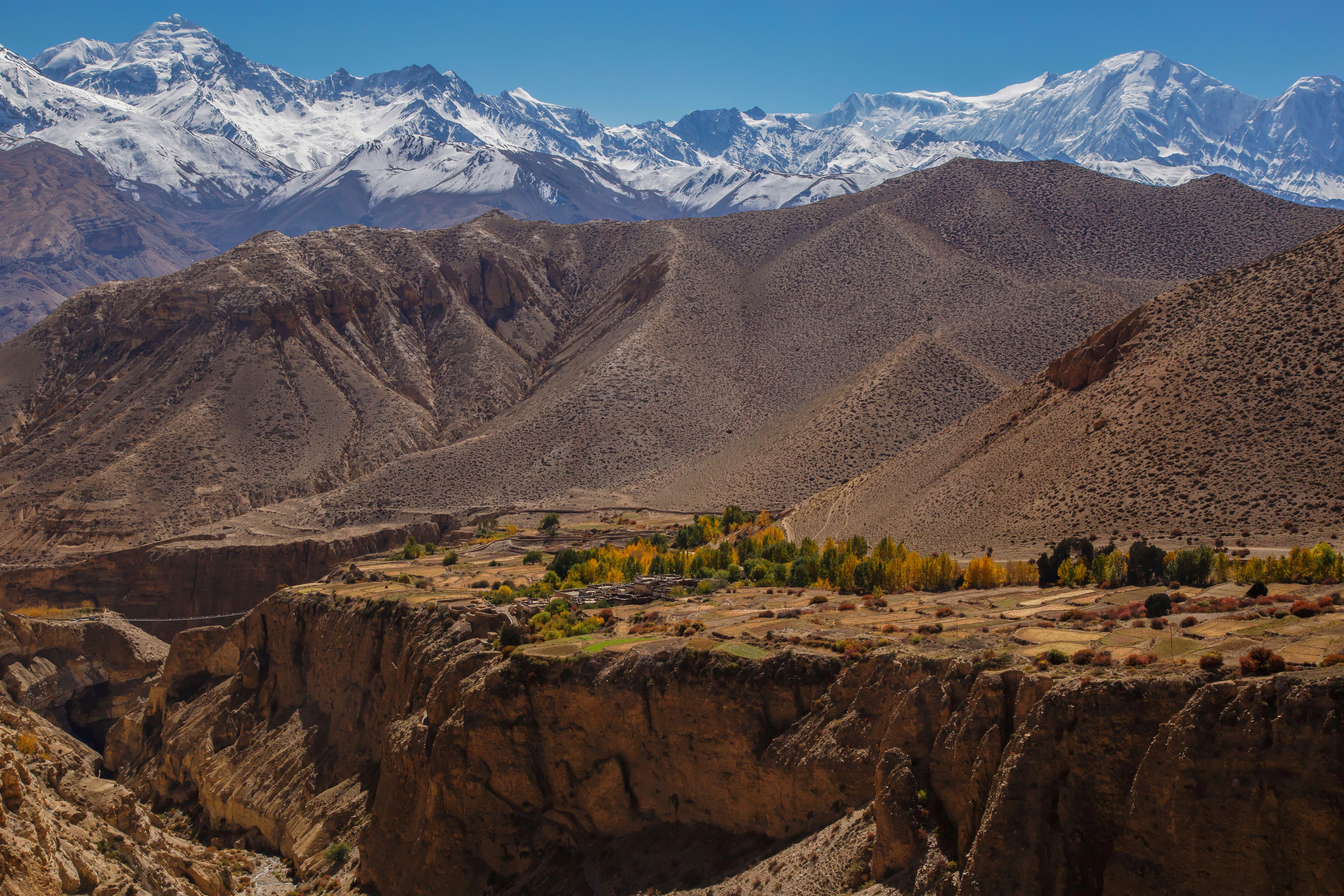
Характерный для Мустанга пейзаж

1. Аме Пал (ок. 1380—1440)
2. Амгон Цэнпо (ок. 1440—1470)
3. Цзанчен Ташигон (ок. 1470—1489)
4. Таглам Таспаду
5 — 6. неизвестные по именам
7. Гьяхор Палден (ок. 1550)
8. Тагпал Дорджи.
9. Дондуб Дорджи.
10. Самдуб Дорджи (ок. 1620)
11. Самдуп Рабдан
12. Самдуп Палбар (ок. 1660)
13. Цэбдан.
14 — 16. неизвестные по именам
17. Таши Намгьял
18. Тенцин Пангьял (ок. 1740—1760)
19. Анджа Дорджи (ок. 1760—1780)
20. Таши Шенпо (ок. 1780—1800)
21. Джампал Палду (ок. 1800—1820)
22. Кунга Норбу (ок. 1820—1840)
23. Джамьян Ангду, сын (ок. 1840—1860)
24. Джамьян Тенцинг Трандул, племянник (ок. 1860—1905)
25. Ангун Тенцинг, сын (1905—1950, 1961—1970)
26. Ангду Ньингпо, сын (1950—1961)
27. Джигме Палбар Биста, брат (1970—2008)

## Королевство Мустанг в культуре
Документальные фильмы
- Круглов Л. Запретное королевство : докум. фильм. — В 5-ти сериях. — Леонид Круглов, 2003.
- Гаврина А. Переход = Going through : докум. фильм. / Съёмки 2012–2013 г.г. — Ася Гаврина, 2014.

## Комментарии
1. ↑  Названия Монтанг (Ло-Монтанг) и Мустанг в тибетском языке не отличаются.